# HD 146850
HD 146850，又名BD-14 4398，SAO 159846、HR 6078，是一颗恒星，视星等为5.94，位于銀經359.59，銀緯24.44，其B1900.0坐标为赤經16h 13m 21.5s，赤緯-14° 24.44′ 45″。